# Alain Attal
Pour les articles homonymes, voir Attal.
Alain Attal, né le 1er octobre 1959 à Tunis, est un producteur de cinéma français.
Il n'a aucun lien de parenté avec l'acteur, réalisateur, scénariste et dialoguiste Yvan Attal, bien que leur participation au film Rock'n Roll entretienne cette ambiguïté.

## Parcours
Alain Attal dirige la société de production Les Productions du Trésor avec Philippe Lefebvre.
Il débute dans la production avec quelques courts métrages (Je taim et J'peux pas dormir de Guillaume Canet, Photo de famille de Xavier Barthélémy, et Trait d'union de Bruno Garcia).
En 2002, il se lance dans la production de longs-métrages avec Mon idole de Guillaume Canet.
Par la suite, Alain Attal produira les autres films de Guillaume Canet, et collaborera aussi avec d'autres réalisateurs, notamment Nicole Garcia, Maïwenn et Romain Levy tout en continuant en parallèle la production de courts-métrages. Ses succès les plus marquants sont Ne le dis à personne de Guillaume Canet, Le Concert de Radu Mihaileanu, Les Petits Mouchoirs de Guillaume Canet, Un balcon sur la mer de Nicole Garcia, Polisse de Maïwenn, Populaire de Régis Roinsard et Rock'n Roll de Guillaume Canet.

## Filmographie

### Producteur

#### Longs métrages
- 2002 : Mon idole de Guillaume Canet
- 2004 : Narco de Gilles Lellouche, Tristan Aurouet
- 2006 : Selon Charlie de Nicole Garcia
- 2006 : Ne le dis à personne de Guillaume Canet
- 2007 : Pur Week-end de Olivier Doran
- 2008 : Seuls two de Eric & Ramzy
- 2009 : Le Concert de Radu Mihaileanu
- 2010 : Le Siffleur de Philippe Lefebvre
- 2010 : Les Petits Mouchoirs de Guillaume Canet
- 2010 : Un balcon sur la mer de Nicole Garcia
- 2011 : Polisse de Maïwenn
- 2012 : Radiostars de Romain Lévy
- 2012 : Populaire de Régis Roinsard
- 2013 : Blood Ties de Guillaume Canet
- 2014 : SMS de Gabriel Julien-Laferrière
- 2014 : Elle l'adore de Jeanne Herry
- 2014 : La prochaine fois je viserai le cœur de Cédric Anger
- 2015 : Mon roi de Maïwenn
- 2015 : Les Cowboys de Thomas Bidegain
- 2016 : La Danseuse de Stéphanie Di Giusto
- 2016 : Mal de pierres de Nicole Garcia
- 2017 : Rock'n Roll de Guillaume Canet
- 2017 : Gangsterdam de Romain Levy
- 2018 : Le Grand Bain de Gilles Lellouche
- 2018 : Pupille de Jeanne Herry
- 2019 : Le Chant du loup de Antonin Baudry
- 2019 : Les Traducteurs de Régis Roinsard
- 2019 : Nous finirons ensemble de Guillaume Canet
- 2020 : Comment je suis devenu super-héros de Douglas Attal
- 2020 : L'Origine du monde de Laurent Lafitte
- 2021 : Lui de Guillaume Canet
- 2022 : Cet été-là d'Éric Lartigau
- 2023 : Astérix et Obélix : L'Empire du Milieu de Guillaume Canet[2],[3]
- 2023 : Soudain seuls de Thomas Bidegain
- 2023 : Je verrai toujours vos visages de Jeanne Herry
- 2024 : Vivants d'Alix Delaporte
- 2024 : Rosalie de Stéphanie Di Giusto
- 2024 : L'Amour ouf de Gilles Lellouche
- 2024 : Leurs enfants après eux de Zoran et Ludovic Boukherma

#### Courts métrages
- 1998 : Je taim de Guillaume Canet
- 2000 : J'peux pas dormir de Guillaume Canet
- 2000 : Photo de famille de Xavier Barthélémy
- 2000 : Trait d'union de Bruno Garcia
- 2002 : 8 rue Charlot de Bruno Garcia
- 2002 : Good Luck Mr. Grosky de Félicie Dutertre & François Rabes
- 2002 : Boomer de Karim Adda
- 2004 : Rien de grave de Renaud Philipps
- 2006 : Santa Closed de Douglas Attal

### Scénariste
- 1983 : Le Faucon de Paul Boujenah
- 1989 : Jour après jour de Alain Attal
- 2004 : Narco de Gilles Lellouche, Tristan Aurouet

### Réalisateur
- 1989 : Jour après jour

## Distinctions
- Prix Daniel Toscan du Plantier 2012 pour Polisse
- Chevalier de l'ordre national de la Légion d'honneur (depuis le 14 juillet 2015[4])